# Gara Tiraspol
Gara feroviară din Tiraspol este un important nod feroviar din partea estică a Republicii Moldova, în prezent este controlată de către autoritățile separatiste din Transnistria.

## Istorie
Construcția căii ferate către Tiraspol a început în anii 1860. În 1867, calea ferată a fost construită de la gara Rozdilna (acum Ucraina) până la Tiraspol, prin urmare acesta a devenit primul oraș din regiune având o rută directă spre Odesa. Până la sfârșitul anului 1867 la Tiraspol a fost construită gara actuală, iar  până în 1870 calea ferată a fost construită până la Parcani. 
Începând cu secolul al XX-lea traficul de pasageri ocupă un loc tot mai important în traficul feroviar din regiune; spre Odesa și Chișinău, prin Tiraspol trecând diferite clase de trenuri, poștale, marfare, de curierat. 
În 1944 a fost probabil incendiată de trupele române în retragere.

## Galerie

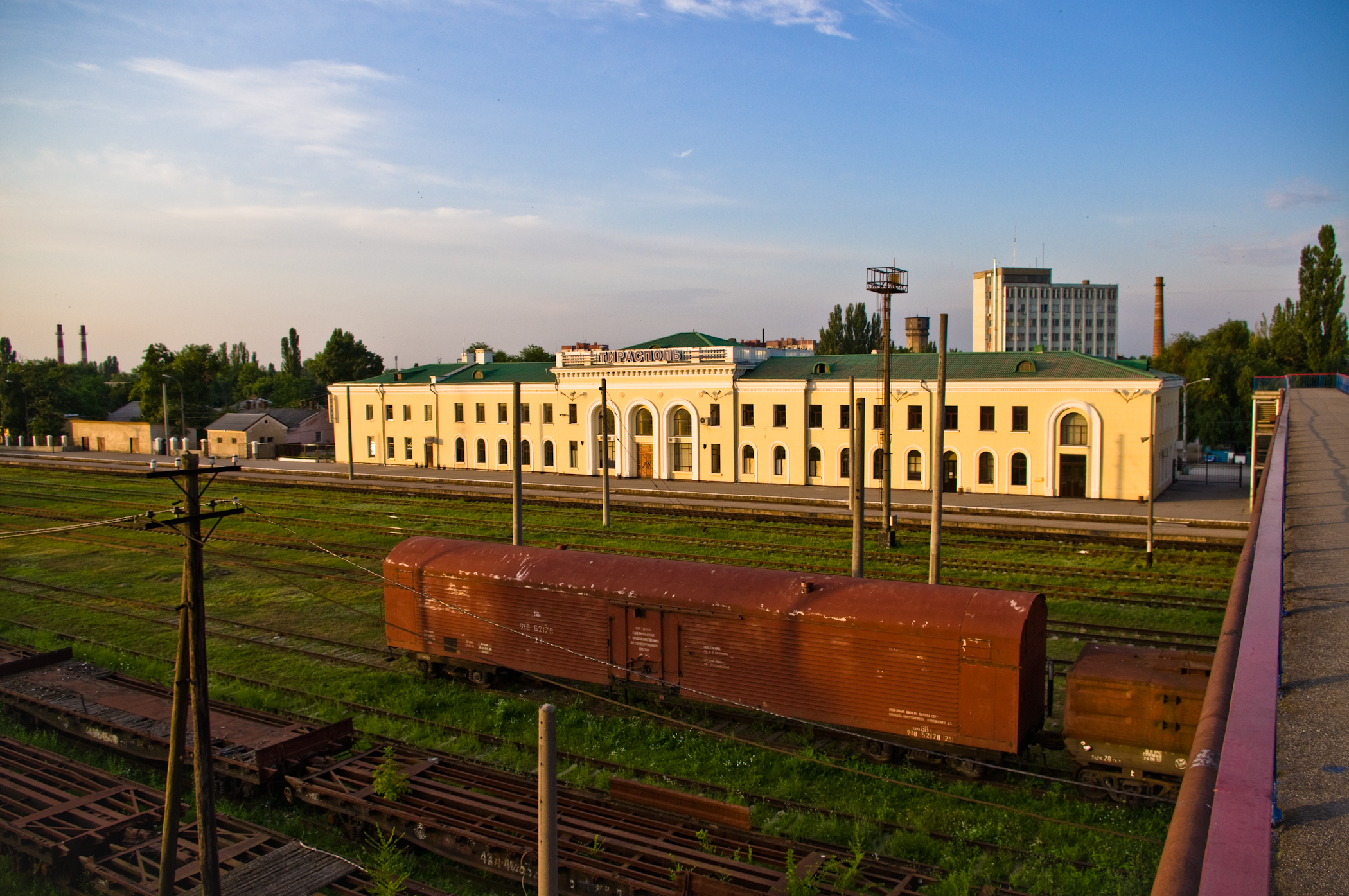
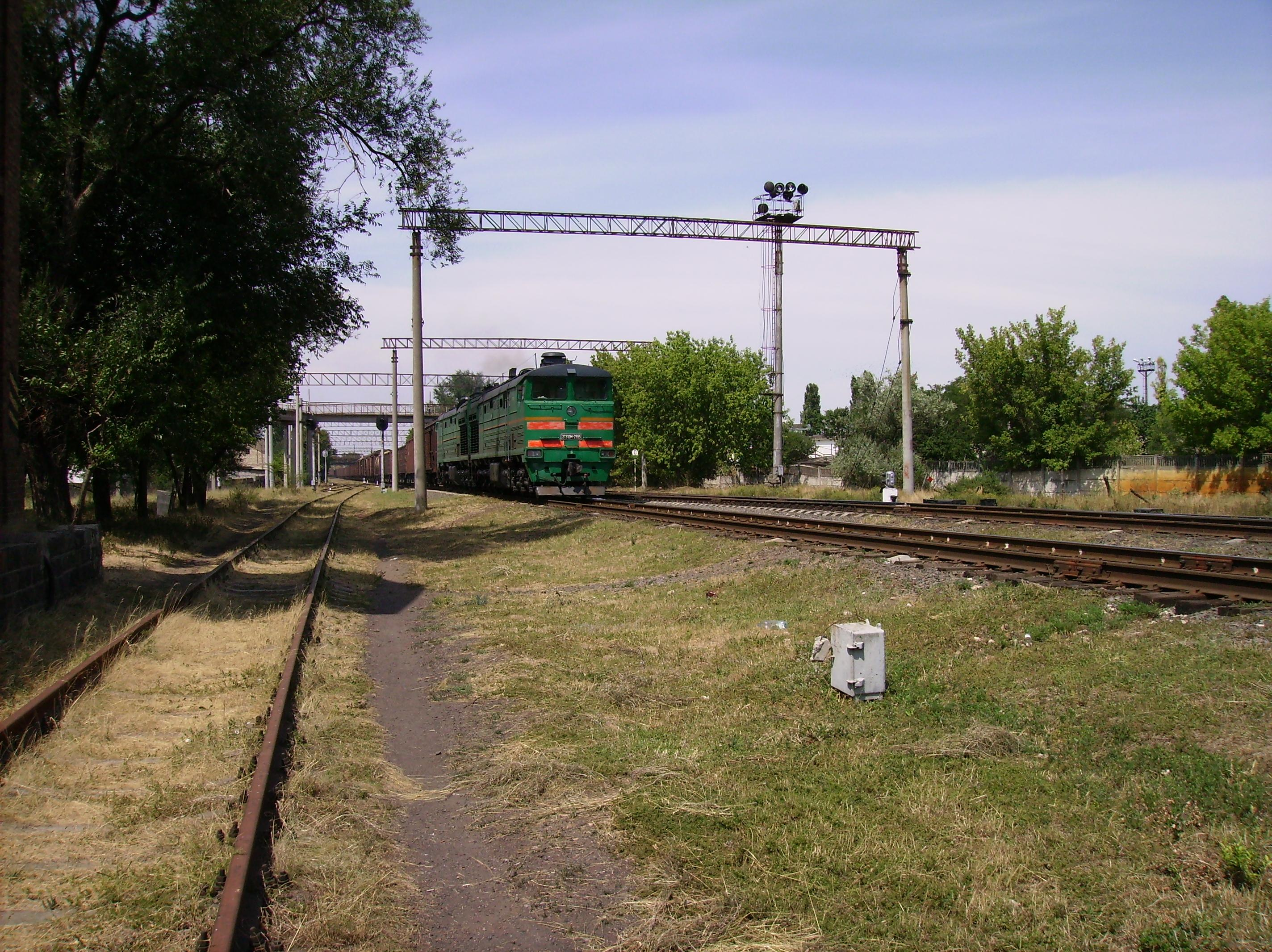
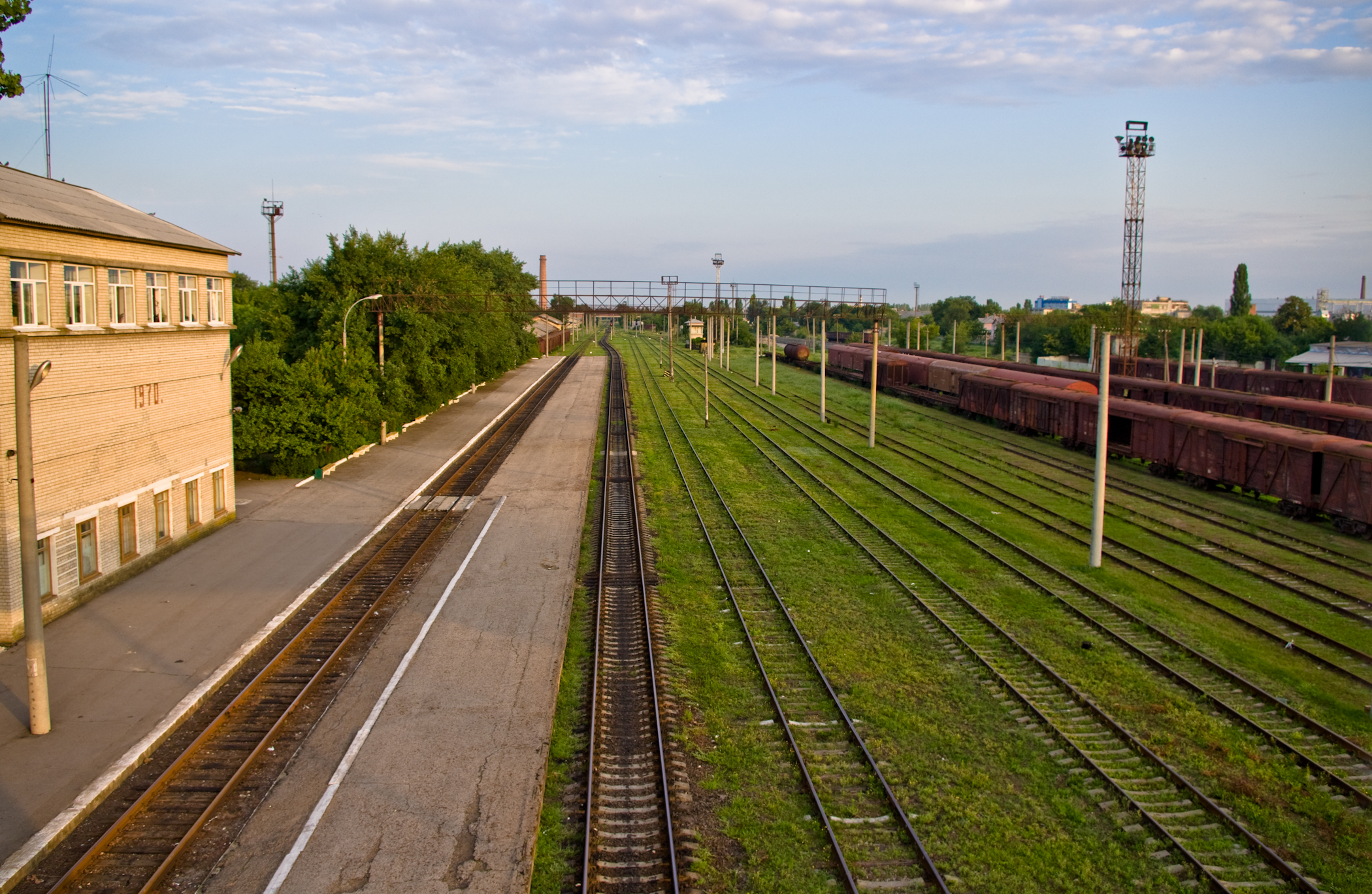